# Angela Winbush

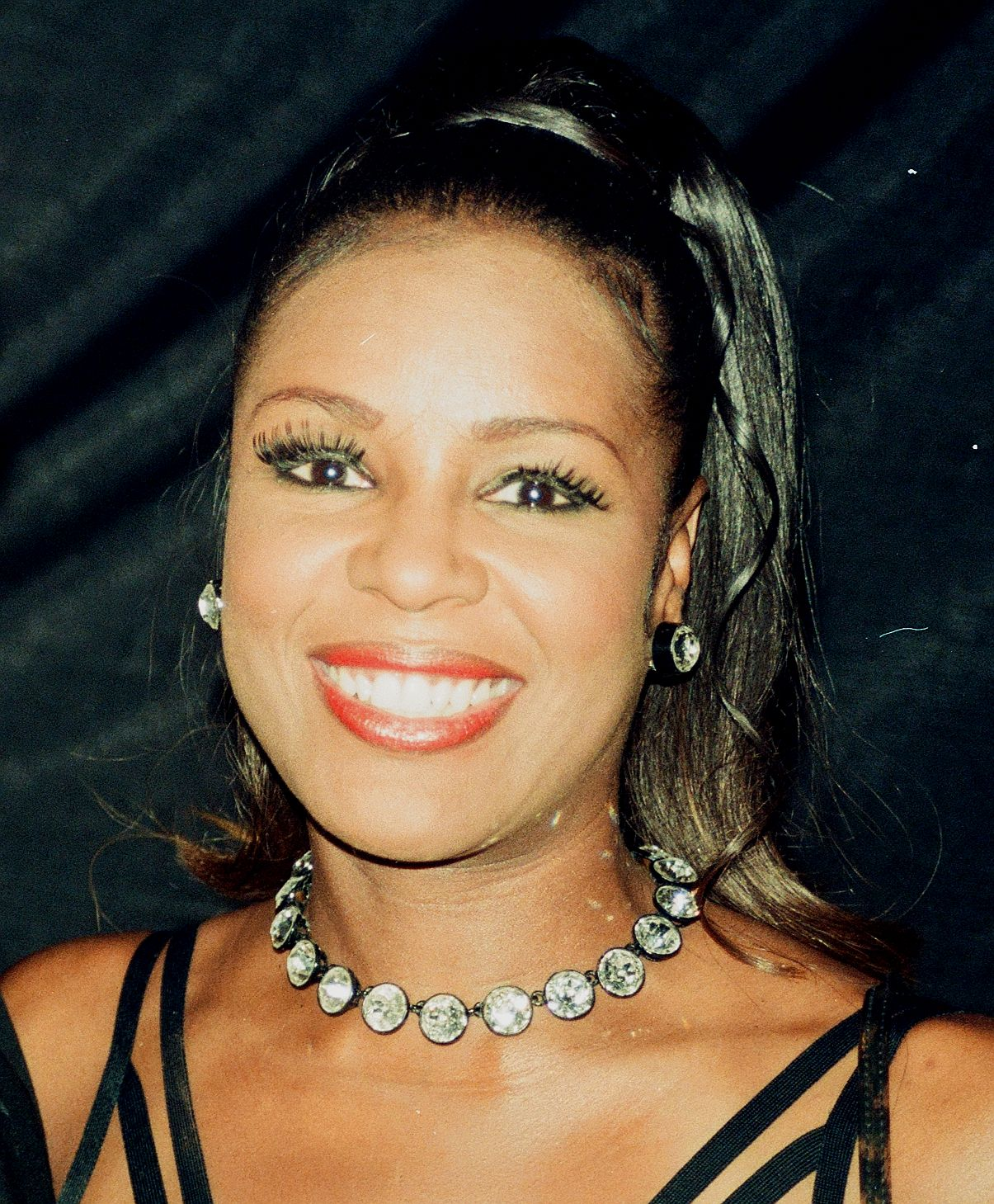
Angela Winbush (1996)

Angela Lisa Winbush (* 18. Januar 1955 in St. Louis, Missouri) ist eine US-amerikanische R&B-Sängerin, Songschreiberin und Produzentin, die in den 1980er Jahren als eine Hälfte des Duos René & Angela bekannt wurde. Ab 1987 startete sie eine erfolgreiche Solokarriere, die ihren Höhepunkt in der R&B-Nummer-eins-Ballade Angel fand.

## Karriere
Angela Winbush startete ihre Karriere als Backgroundsängerin Ende der 1970er Jahre für Größen der Musikbranche wie Freda Payne, Dolly Parton, Helen Reddy, Eddie Money oder Candi Staton. Parallel dazu begann sie auch als Songschreiberin zu arbeiten. The Power of Love (1978) für Alton McClain & Destiny gehört zu ihren ersten kommerziellen Aufnahmen. Im Jahr 1986 kletterte eine Coverversion von Stephanie Mills als I Have Learned to Respect the Power of Love bis auf Platz eins der R&B-Charts.
1979 gründete Winbush mit René Moore das Duo René & Angela. Sie nahmen zunächst drei Alben für Capitol auf. Parallel schrieb das Duo auch Lieder für einige andere Künstler wie Lamont Dozier, Tavares, Rufus oder Odyssey. Sie schrieben auch Lieder für Janet Jacksons selbstbetiteltes Debütalbum von 1982. Später wechselten René & Angela zu Mercury und veröffentlichten 1985 das Album Street Called Desire, das in den USA mit Gold ausgezeichnet wurde. Die beiden R&B-Nummer-eins-Hits Save Your Love (For #1), mit einem Rap von Kurtis Blow, und Your Smile sowie der Crossover-Erfolg I’ll Be Good, Top 50 der US- und Top 30 der britischen sowie niederländischen Charts ließ die Zukunft äußerst hoffnungsvoll erscheinen. Ende 1986 gehörten René & Angela laut dem Billboard-Magazin zu den fünf erfolgreichsten R&B-Künstlern überhaupt, vor Stevie Wonder oder Sade. Unstimmigkeiten und Konflikte führten jedoch zu Spannungen innerhalb des Duos. Das Duo trennte sich letztlich im Streit.
Sowohl Moore als auch Winbush starteten erfolgreiche Solokarrieren. Winbush landete als Solokünstlerin bis Mitte der 1990er Jahre weitere Hits in den R&B-Charts. Ihre erste Solosingle Angel aus dem Album Sharp war auf Anhieb ein Nummer-eins-Hit in den R&B-Charts. Es folgten die Top-10-Erfolge Run to Me (1988), It’s the Real Thing (1989), Lay Your Troubles Down (mit Ronald Isley) und Treat U Rite (1994). Mit dem Cover des Marvin-Gaye-Klassikers Inner City Blues hatte sie 1994 ihren letzten mittleren Hit.
Winbush war von 1993 bis 2002 mit Ronald Isley von The Isley Brothers verheiratet. Die gemeinsame Arbeit hatte bereits 1987 begonnen, als sie das Album Smooth Sailin’ für die Gruppe produzierte und auch den Großteil der Kompositionen schrieb. In den folgenden Jahren arbeitete sie immer wieder mit den Isley Brothers zusammen. Die Singles Smooth Sailin’ Tonight (1987) und Spend the Night (Ce soir) (1989) waren die größten Hits dieser Zusammenarbeit und Top-3-Erfolge in den R&B-Charts.
Nachdem Stephanie Mills 1986 einen Nummer-eins-Hit mit I Have Learned to Respect the Power of Love gehabt hatte, schrieb Winbush 1989 für ihre R&B-Kollegin mit Something in the Way (You Make Me Feel) einen weiteren Nummer-eins-Hit. Außerdem schrieb sie für bzw. produzierte Sheena Easton oder Lalah Hathaway.
2010 war Winbush Thema der Doku-Reihe Unsung auf dem afroamerikanischen TV-Sender TV One. Diese Reihe widmet sich R&B-Stars, die weniger Aufmerksamkeit als andere erhielten. Im Interview berichtete sie auch über ihre erfolgreich überstandene Eierstockkrebserkrankung.
Mit den Filmen Church Girl (2011) und Fire and Rain (2019) versuchte sich Winbush auch als Schauspielerin.

## Diskografie

### Alben
| Jahr | Titel          | Höchstplatzierung, Gesamtwochen, AuszeichnungChartplatzierungen (Jahr, Titel, Platzierungen, Wochen, Auszeichnungen, Anmerkungen) | Höchstplatzierung, Gesamtwochen, AuszeichnungChartplatzierungen (Jahr, Titel, Platzierungen, Wochen, Auszeichnungen, Anmerkungen) | Anmerkungen |
| Jahr | Titel          | US | R&B | Anmerkungen |
| ---- | -------------- | --- | --- | ----------- |
| 1987 | Sharp          | US81 (28 Wo.)US | R&B7 (51 Wo.)R&B |             |
| 1989 | The Real Thing | US113 (17 Wo.)US | R&B12 (47 Wo.)R&B |             |
| 1994 | Angela Winbush | US96 (14 Wo.)US | R&B11 (25 Wo.)R&B |             |

Weitere Alben

### Singles
| Jahr | Titel Album                                | Höchstplatzierung, Gesamtwochen, AuszeichnungChartsChartplatzierungen (Jahr, Titel, Album, Platzierungen, Wochen, Auszeichnungen, Anmerkungen) | Anmerkungen      |
| Jahr | Titel Album                                | R&B | Anmerkungen      |
| ---- | ------------------------------------------ | --- | ---------------- |
| 1987 | Angel Sharp                                | R&B1 (19 Wo.)R&B |                  |
| 1987 | Run To Me Sharp                            | R&B4 (15 Wo.)R&B |                  |
| 1988 | C’est Toi (It’s You) Sharp                 | R&B47 (9 Wo.)R&B |                  |
| 1988 | Hello Beloved Sharp                        | R&B26 (133 Wo.)R&B |                  |
| 1989 | It’s The Real Thing The Real Thing         | R&B2 (17 Wo.)R&B |                  |
| 1990 | No More Tears The Real Thing               | R&B12 (14 Wo.)R&B |                  |
| 1990 | Lay Your Troubles Down The Real Thing      | R&B10 (14 Wo.)R&B | mit Ronald Isley |
| 1990 | Please Bring Your Love Back The Real Thing | R&B70 (6 Wo.)R&B |                  |
| 1994 | Treat U Rite Angela Winbush                | R&B6 (22 Wo.)R&B |                  |
| 1994 | Inner City Blues Angela Winbush            | R&B49 (13 Wo.)R&B |                  |

Weitere Singles

### Gastbeiträge
| Jahr | Titel Album                             | Höchstplatzierung, Gesamtwochen, AuszeichnungChartplatzierungen (Jahr, Titel, Album, Platzierungen, Wochen, Auszeichnungen, Anmerkungen) | Höchstplatzierung, Gesamtwochen, AuszeichnungChartplatzierungen (Jahr, Titel, Album, Platzierungen, Wochen, Auszeichnungen, Anmerkungen) | Anmerkungen                             |
| Jahr | Titel Album                             | US | R&B | Anmerkungen                             |
| ---- | --------------------------------------- | --- | --- | --------------------------------------- |
| 1996 | Floatin’ On Your Love Mission to Please | US47 (18 Wo.)US | R&B14 (20 Wo.)R&B | The Isley Brothers feat. Angela Winbush |